# Gerry Byrne (football)
Pour les articles homonymes, voir Gerry Byrne et Byrne.
Gerald Byrne est un footballeur anglais, né le 29 août 1938 à Liverpool et mort le 28 novembre 2015 à Wrexham. Il évolue au poste d'arrière gauche de la fin des années 1950 à la fin des années 1960.

## Biographie
Il effectue toute sa carrière au sein du Liverpool FC, club avec lequel il remporte deux championnats et une Coupe d'Angleterre.
Sélectionné à deux reprises en équipe d'Angleterre, il remporte la Coupe du monde en 1966.

## Carrière
- 1955-1969 :   Liverpool FC[2]

## Palmarès

### Avec l'équipe d'Angleterre
- Vainqueur de la Coupe du monde 1966
- 2 sélections et 0 but entre 1963 et 1966[3]

### Avec Liverpool FC
- Champion d'Angleterre en 1964 et 1966
- Champion d'Angleterre de D2 en 1962
- Vainqueur de la Coupe d'Angleterre en 1965
- Finaliste de la Coupe des coupes en 1966
- Vainqueur du Charity Shield en 1964, 1965 et 1966